# Шульжицкий, Марк Олегович
Марк Оле́гович Шульжи́цкий (11 июля 1989, Владивосток) — российский автогонщик, участник гонок на выносливость, ставший профессиональным спортсменом, выиграв киберспортивные соревнования по Gran Turismo 5.

## Карьера

### Академия GT
Шульжицкий начал свою гоночную карьеру в картинге, однако в 20 лет ему пришлось прекратить её из-за отсутствия больших гоночных трасс в окрестностях Владивостока. Окончив в 2011 Дальневосточный федеральный университет, он стал победителем Nissan PlayStation GT Academy, выиграв соревнования в Сильверстоуне в 2012 году. Для получения международной гоночной лицензии Шульжицкий вместе с победителями других региональных соревнований — Петером Пизерой, Стивом Доэрти и Вольфгангом Райпом — прошёл трёхмесячную программу подготовки, включающую участие в британских гонках, для участия в гонке 24 часа Дубая в январе 2013 года, в которой вместе с Романом Русиновым, Лукасом Ордоньесом, Стивом Доэрти и Вольфгангом Райпом Шульжицкий занял 21-е место в общем зачёте и второе — в классе SP3.

### Blancpain Endurance Series и FIA GT Series
После гонки в Дубае Шульжицкий принял участие в Blancpain Endurance Series и FIA GT Series в составе команды Nissan GT Academy Team RJN. Он завоевал свой первый подиум в гонке Blancpain Endurance Series на трассе «Поль Рикар».

### Чемпионат мира по гонкам на выносливость
Шульжицкий дебютировал в чемпионате мира по гонкам на выносливость, в классе спортпрототипов в составе команды Greaves Motorsport.

### 24 часа Ле-Мана
В 2014 году Марк Шульжицкий принял участие в своей первой гонке в Ле-Мане. Экипаж, в состав которого входил Шульжицкий, долгое время лидировал в гонке в своём классе, однако из-за технических проблем финишировал только на 5-м месте.
В гонке 2015 года Шульжицкий принял участие в составе первого экипажа заводской команды Nissan, став первым россиянином, выступившим в классе LMP1. Гонка сложилась неудачно из-за технической неготовности автомобиля и закончилась сходом.

### Европейская серия Ле-Ман
В 2014 году в середине сезона Марк Шульжицкий принял приглашение выступить в трех заключительных гонках Европейской серии Ле-Ман в классе LMP2 в составе команды Greaves Motorsport, став единственным россиянином, выступившим в данном классе. Марк пилотировал вместе с чемпионом Формулы-2 2012 года Лучано Бакетой. Лучший результат экипажа в этом сезоне – 4 место в гонке «4 часа Ред Булл Ринга».

## Гоночная карьера

### По годам
| Сезон | Серия                                 | Класс      | Команда                    | Гонок | Побед | Поулов | Быстрых кругов | Подиумов | Очков | Позиция |
| ----- | ------------------------------------- | ---------- | -------------------------- | ----- | ----- | ------ | -------------- | -------- | ----- | ------- |
| 2013  | Blancpain Endurance Series            | GT3 Pro-Am | Nissan GT Academy Team RJN | 5     | 0     | 0      | 0              | 1        | 24    | 18      |
| 2013  | FIA GT Series                         | Pro-Am     | Nissan GT Academy Team RJN | 3     | 0     | 0      | 0              | 0        | 35    | 12      |
| 2013  | FIA WEC                               |            | Greaves Motorsport         | 1     | 0     | 0      | 0              | 0        | 2     | 37      |
| 2013  | FIA Endurance Trophy for LMP2 Drivers |            | Greaves Motorsport         | 1     | 0     | 0      | 0              | 0        | 10    | 24      |
| 2013  | Malaysia Merdeka Endurance Race       | GT3        | Nismo Athlete Global Team  | 1     | 0     | 0      | 0              | 0        |       | 6       |
| 2014  | ELMS                                  | LMP2       | Greaves Motorsport         | 3     | 0     | 0      | 0              | 0        | 22    | 13      |
| 2014  | 24 часа Ле-Мана                       | LMP2       | Oak Racing                 | 1     | 0     | 0      | 0              | 0        |       | 5       |
| 2014  | Blancpain Endurance Series            | GT3 Pro-Am | Nissan GT Academy Team RJN | 2     | 0     | 0      | 0              | 0        | 0     | НК      |

### Результаты выступлений в 24 часах Ле-Мана
| Год  | Команда            | Напарники                   | Автомобиль           | Класс | Круги | Место в общем зачёте | Место в классе |
| ---- | ------------------ | --------------------------- | -------------------- | ----- | ----- | -------------------- | -------------- |
| 2014 | OAK Racing         | Алекс Брандл Янн Марденборо | Ligier JS P2         | LMP2  | 354   | 9                    | 5              |
| 2015 | Nissan Motorsports | Цугио Мацуда Лукар Ордоньес | Nissan GT-R LM Nismo | LMP1  | 115   | Не финишировал       | Не финишировал |